# Sydney Brenner
Sydney Brenner (Germiston, 13 de janeiro de 1927 – 5 de abril de 2019) foi um biólogo sul-africano.

## Carreira
Em 2002, dividiu o Prêmio Nobel de Fisiologia ou Medicina com H. Robert Horvitz e Sir John E. Sulston. Brenner fez contribuições significativas para o trabalho sobre o código genético e outras áreas da biologia molecular enquanto trabalhava no Laboratório de Biologia Molecular do Medical Research Council (MRC) em Cambridge, Inglaterra. Ele estabeleceu a lombriga Caenorhabditis elegans como um organismo modelo para a investigação da biologia do desenvolvimento, e fundou o Instituto de Ciências Moleculares em Berkeley, Califórnia, Estados Unidos.

## Carreira e pesquisa
Após seu DPhil, Brenner fez pós-doutorado na Universidade da Califórnia, em Berkeley. Ele passou os próximos 20 anos no Laboratório de Biologia Molecular em Cambridge. Lá, durante a década de 1960, ele contribuiu para a biologia molecular, então um campo emergente. Em 1976 ingressou no Instituto Salk, na Califórnia.
Junto com Jack Dunitz, Dorothy Hodgkin, Leslie Orgel e Beryl M. Oughton, ele foi uma das primeiras pessoas, em abril de 1953, a ver o modelo da estrutura do DNA, construído por Francis Crick e James Watson; na época, ele e os outros cientistas trabalhavam no Departamento de Química da Universidade de Oxford. Todos ficaram impressionados com o novo modelo de DNA, especialmente Brenner, que posteriormente trabalhou com Crick no Laboratório Cavendish da Universidade de Cambridge e no recém-inaugurado Laboratório de Biologia Molecular (LMB) do Medical Research Council (MRC). De acordo com Beryl Oughton, mais tarde Rimmer, todos viajaram juntos em dois carros quando Dorothy Hodgkin lhes anunciou que estavam indo para Cambridge para ver o modelo da estrutura do DNA.
Brenner fez várias contribuições seminais para o emergente campo da biologia molecular na década de 1960 (ver grupo de fago). A primeira foi provar que todas as sequências de codificação genética sobrepostas eram impossíveis. Essa visão separou a função de codificação das restrições estruturais, como proposto em um código inteligente por George Gamow. Isso levou Francis Crick a propor o conceito de uma molécula hipotética (mais tarde identificada como RNA de transferência ou RNAt) que transfere a informação genética do RNA para proteínas. Brenner deu o nome de "hipótese do adaptador" em 1955.  A separação física entre o anticódon e o aminoácido em um RNAt é a base para o fluxo unidirecional de informações em sistemas biológicos codificados. Isso é comumente conhecido como o dogma central da biologia molecular, ou seja, a informação flui do ácido nucleico para a proteína e nunca da proteína para o ácido nucleico. Seguindo essa percepção, Brenner concebeu o conceito de RNA mensageiro durante uma conversa em abril de 1960 com Crick e François Jacob, e junto com Jacob e Matthew Meselson passou a provar sua existência mais tarde naquele verão. Então, com Crick, Leslie Barnett e Richard J. Watts-Tobin, Brenner demonstrou geneticamente a natureza triplete do código de tradução de proteínas através do experimento de Crick, Brenner, Barnett, Watts-Tobin et al., de 1961, que descobriu mutações frameshift. Brenner colaborando com Sarabhai, Stretton e Bolle em 1964, usando mutantes âmbar defeituosos na proteína principal do bacteriófago T4D, mostrou que a sequência de nucleotídeos do gene é colinear com a sequência de aminoácidos da cadeia polipeptídica codificada.
Juntamente com o trabalho de decodificação de Marshall Warren Nirenberg e outros, a descoberta da natureza triplete do código genético foi fundamental para decifrar o código. Barnett ajudou a montar o laboratório de Sydney Brenner em Cingapura, muitos anos depois.

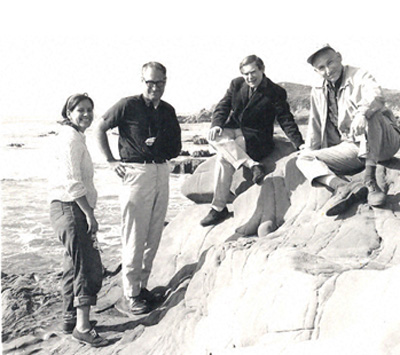
Esther Lederberg, Gunther Stent, Sydney Brenner and Joshua Lederberg pictured in 1965

Brenner, com George Pieczenik, criou a primeira análise de matriz computacional de ácidos nucleicos usando TRAC, que Brenner continuou a usar. Crick, Brenner, Klug e Pieczenik retornaram ao seu trabalho inicial sobre a decifração do código genético com um artigo pioneiro sobre a origem da síntese de proteínas, onde as restrições no mRNA e no tRNA coevoluíram permitindo uma interação de cinco bases com um flip do loop anticódon e, assim, criando um sistema de tradução de código triplete sem a necessidade de um ribossomo. Esse modelo requer um código parcialmente sobreposto.  O artigo científico publicado é extremamente raro, pois seus colaboradores incluem três autores que se tornaram ganhadores do Nobel de forma independente.
Brenner então se concentrou em estabelecer uma lombriga de vida livre, Caenorhabditis elegans, como um organismo modelo para a investigação do desenvolvimento animal, incluindo o desenvolvimento neural. Ele escolheu esta lombriga de solo de 1 milímetro de comprimento principalmente porque é simples, é fácil de cultivar em populações em massa e acabou sendo bastante conveniente para análise genética. Um dos principais métodos para identificar genes de função importantes foi a triagem de lombrigas que apresentavam algum defeito funcional, como ser descoordenada, levando à identificação de novos conjuntos de proteínas, como o conjunto de proteínas UNC. Por esse trabalho, dividiu o Prêmio Nobel de Fisiologia ou Medicina de 2002 com H. Robert Horvitz e John Sulston. O título de sua palestra Nobel em dezembro de 2002, "Nature's Gift to Science", é uma homenagem a esse nematoide; Nele, ele considerou que ter escolhido o organismo certo acabou sendo tão importante quanto ter abordado os problemas certos para trabalhar.  Na verdade, a comunidade de C. elegans tem crescido rapidamente nas últimas décadas, com pesquisadores trabalhando em um amplo espectro de problemas.
Brenner fundou o Instituto de Ciências Moleculares em Berkeley, Califórnia, em 1996.  A partir de 2015 ele foi associado ao Salk Institute, ao Institute of Molecular and Cell Biology, ao Singapore Biomedical Research Council, ao Janelia Farm Research Campus e ao Howard Hughes Medical Institute. Em agosto de 2005, Brenner foi nomeado presidente do Instituto de Ciência e Tecnologia de Okinawa. Ele também fez parte do Conselho de Governadores Científicos do The Scripps Research Institute, além de ser professor de genética lá.  Uma biografia científica de Brenner foi escrita por Errol Friedberg nos EUA, para publicação pela Cold Spring Harbor Laboratory Press em 2010.
Conhecido por sua perspicácia científica penetrante e sagacidade, Brenner, por muitos anos, escreveu uma coluna regular ("Loose Ends") na revista Current Biology. Esta coluna foi tão popular que "Loose ends from Current Biology", uma compilação, foi publicada pela Current Biology Ltd. e se tornou um item de colecionador. Brenner escreveu "A Life in Science", um livro de bolso publicado pela BioMed Central. Ele também é conhecido por sua generosidade com as ideias e pelo grande número de alunos e colegas que suas ideias estimularam.
Em 2017, Brenner coorganizou uma série de palestras seminais em Cingapura descrevendo dez escalas logarítmicas de tempo desde o Big Bang até o presente, abrangendo o aparecimento de formas de vida multicelulares, a evolução dos humanos e o surgimento da linguagem, cultura e tecnologia.  Cientistas e pensadores proeminentes, incluindo W. Brian Arthur, Svante Pääbo, Helga Nowotny e Jack Szostak, falaram durante a série de palestras. Em 2018, as palestras foram adaptadas para um livro de ciência popular intitulado Sydney Brenner's 10-on-10: The Chronicles of Evolution, publicado pela Wildtype Books.
Brenner também ministrou quatro palestras sobre a história da biologia molecular, seu impacto na neurociência e as grandes questões científicas que estão por vir.  As palestras foram adaptadas para o livro In the Spirit of Science: Lectures by Sydney Brenner on DNA, Worms and Brains.

### Plano americano e plano europeu
O "plano americano" e o "plano europeu" foram propostos por Sydney Brenner como modelos concorrentes para a forma como as células cerebrais determinam suas funções neurais. De acordo com o plano europeu (por vezes referido como o plano britânico), a função das células é determinada pela sua linhagem genética. De acordo com o plano americano, a função de uma célula é determinada pela função de seus vizinhos após a migração celular. Outras pesquisas mostraram que a maioria das espécies segue alguma combinação desses métodos, embora em graus variados, para transferir informações para novas células.